# Gamvik
Gamvik è un comune norvegese della contea di Finnmark, nella Norvegia settentrionale. 
Il centro amministrativo del comune si trova a Mehamn, dotata di un aeroporto e di un porto marino dove fa tappa il famoso Hurtigruten. Altri centri abitati del comune sono il villaggio di pescatori Gamvik, situato sulla costa nordorientale della penisola e Skjånes sulla costa settentrionale di un braccio laterale del Tanafjord.

## Geografia
Il comune consiste della sezione orientale della penisola di Nordkinn. Kinnarodden è il punto più a Nord dell'Europa continentale (Knivskjellodden si trova su un'isola). 
Il territorio comunale si trova su un altopiano collinoso, l'altitudine è tra i 200 e 400 m s.l.m. nella parte settentrionale della penisola e tra i 300 e 500 m s.l.m nella parte meridionale, la massima elevazione è il monte Duolbagáisá (673 m s.l.m.) al confine con il comune di Tana.

## Monumenti e luoghi d'interesse
Il faro di Slettnes a Gamvik è il faro più a nord dell'Europa continentale.

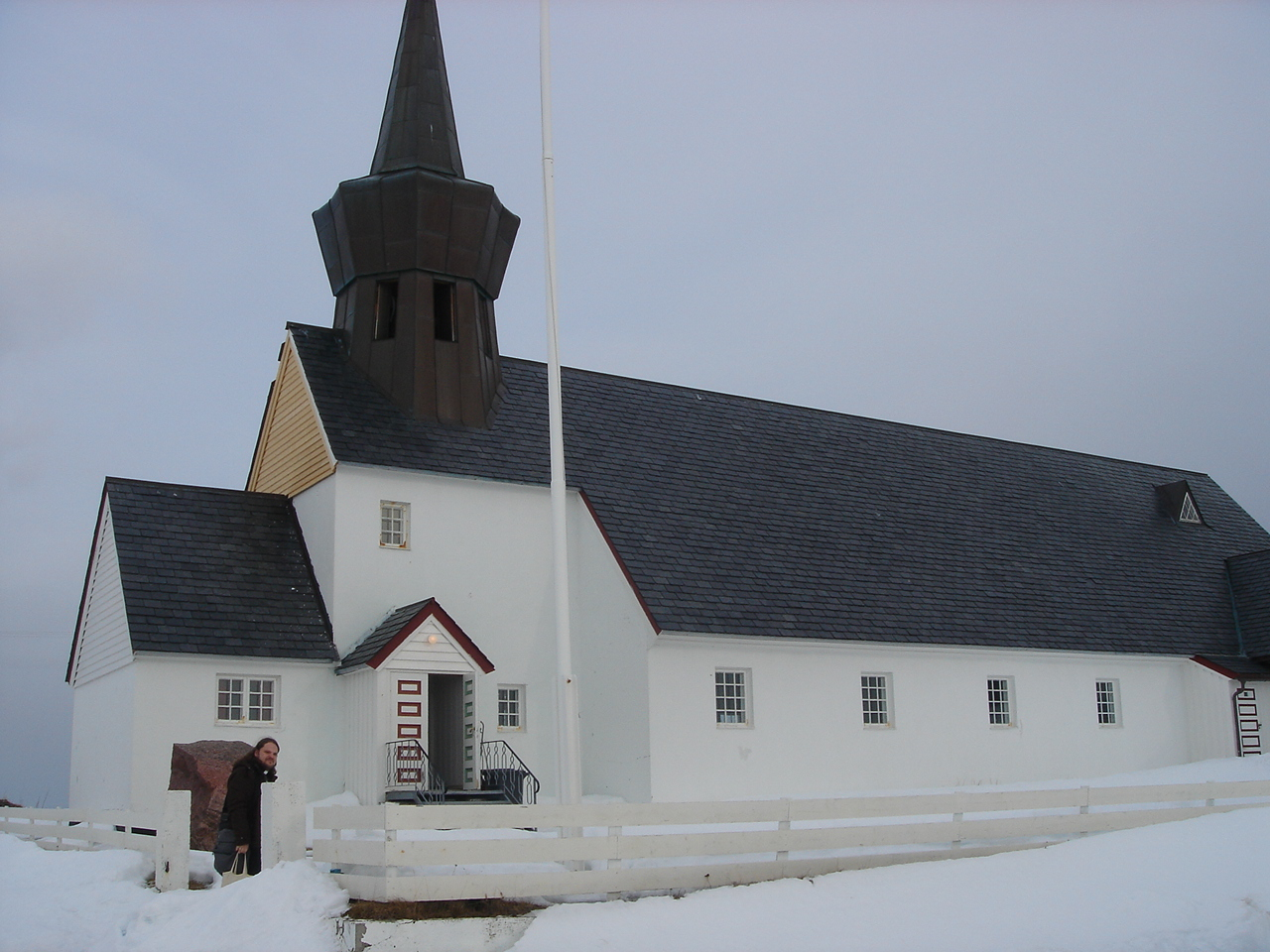
La chiesa